# Johann Jacob Diesbach
Johann Jacob Diesbach (también aparece como Heinrich Diesbach en algunas fuentes) fue un fabricante de pinturas e inventor suizo activo en Berlín a comienzos del siglo XVIII, conocido por haber sintetizado el pigmento azul de Prusia.
Existen varias versiones del proceso de su descubrimiento incluyendo una publicada por Stahl en 1731, en la de que Diesbach y su colega, el alquimista Johann Conrad Dippel, hicieron una factoría en la que mediante el empleo del aceite de Dippel intentaron elaborar colorantes rojos. Para sorpresa de ambos lo que lograron finalmente fue lo que se denomina hoy en día el azul de Prusia. Juntos fundaron una factoría de colorantes en París.[cita requerida]
Sin embargo, de acuerdo con las investigaciones publicadas en 2008 por Jens Bartoll, del departamento de conservación de los palacios y jardines prusianos de Berlín-Brandeburgo, el pigmento fue descubierto alrededor de 1706 cuando Diesbach estaba trabajando para Johann Leonhard Frisch. La primera mención del pigmento, en una carta escrita por Frisch al presidente de la academia de ciencias, Gottfried Wilhelm Leibniz, la primera de varias, data de marzo de 1708. Más tarde, en agosto de 1709, se refiere al pigmento como Preussisch blau y hacia finales del año, como Berlinisch Blau. Hasta la fecha, el cuadro más antiguo en el que aparece el pigmento, de Pieter van der Werff, data de 1709.

## Nombre
La mayoría de las fuentes históricas solo le mencionan por su apellido. Berger es el primero en ponerle un primer nombre, Johann Jacob, en un manuscrito publicado hacia 1730. mientras el año siguiente, Stahl le llama Heinrich.